# عبد القادر دغروال
عبد القادر دغروال (1944–22 أبريل 2014) هو ضابط عسكري وسياسي أفغاني،شغل منصب رئيس أفغانستان بصفة مؤقتة من 28 أبريل 1978 حتى 30 أبريل 1978،وذلك خلال ثورة ثور،بقيادة نور محمد تركي،التي أدت إلى الإطاحة بمحمد داود خان،وبعد الغزو السوفيتي لأفغانستان،تولى عدة مناصب وهي سفير أفغانستان لدى بولندا من 3 نوفمبر 1986 حتى 13 أبريل 1988،ووزير الدفاع من 30 أبريل 1978 حتى 17 أغسطس 1978،ومرة أخرى من 4 يناير 1982 حتى 4 ديسمبر 1984.